# TT 3
TT 3 è un singolo del producer italiano Low Kidd, pubblicato il 1º giugno 2018 come unico estratto dal primo album in studio 3 Indigo.

## Tracce
Testi di Lorenzo Spinosa, Mattia Zuno, musiche di Low Kidd.
1. TT 3 (feat. Zuno) – 2:46